# Tocando fondo
«Tocando Fondo» es una canción escrita por el cantautor guatemalteco Ricardo Arjona para su undécimo álbum de estudio, 5to Piso (2008). La canción fue lanzada como el tercer sencillo del álbum.

## Vídeo musical
El video musical de «Tocando Fondo» fue filmado en la Ciudad de México.  El sitio web Estereofónica comentó que el clip «traduce de manera muy literal el significado de la canción».  Arjona afirmó que «Tocando Fondo» habla de esos sentimientos «que nos pueden hacer caer en un precipicio». 

## Lista de canciones
| Descarga digital |                 |          |  |
| N.º              | Título          | Duración |  |
| 1.               | «Tocando Fondo» | 4:48     |  |

## Gráficos
«Tocando Fondo» se convirtió en un éxito moderado de Arjona. En la lista Billboard Latin Songs, la canción sólo logró llegar al puesto 20, siendo el primer sencillo de 5to Piso en no entrar al top 10, después de que «Como Duele» alcanzara el puesto 2  y «Sin Ti... Sin Mi» alcanzando el puesto 4.  La canción tuvo más éxito en la lista de componentes Latin Pop Songs, alcanzando el número 6 y convirtiéndose así en el tercer top ten de 5to Piso en esa lista, después de «Como Duele» en el número 1 y «Sin Ti... Sin Mi» en el número 4.  En las listas de fin de año, «Tocando Fondo» fue el sencillo número 28 con mejor desempeño de 2009 en la lista Latin Pop Songs. 

### Rendimiento semanal
| Listas (2009)                      | Mejor posición |
| ---------------------------------- | -------------- |
| Estados Unidos (Hot Latin Songs)   | 20             |
| Estados Unidos (Latin Pop Airplay) | 6              |

### Rendimiento anual
| Lista (2009)                 | Mejor posición |
| ---------------------------- | -------------- |
| US Billboard Latin Pop Songs | 28             |

## Historial de lanzamiento
| País    | Fecha               | Formato            | Etiqueta            |
| ------- | ------------------- | ------------------ | ------------------- |
| Mundial | 25 de julio de 2009 | Radio convencional | Warner Music Latina |